# Rautujärvi (Karesuando socken, Lappland, 761828-173437)
Rautujärvi är en sjö i Kiruna kommun i Lappland och ingår i Torneälvens huvudavrinningsområde. Sjön har en area på 1,39 kvadratkilometer och ligger 628 meter över havet. Sjön avvattnas av vattendraget Rautujoki.

## Delavrinningsområde
Rautujärvi ingår i det delavrinningsområde (761710-173359) som SMHI kallar för Utloppet av Rautujärvi. Medelhöjden är 645 meter över havet och ytan är 7,16 kvadratkilometer. Det finns inga avrinningsområden uppströms utan avrinningsområdet är högsta punkten. Rautujoki som avvattnar avrinningsområdet har biflödesordning 3, vilket innebär att vattnet flödar genom totalt 3 vattendrag innan det når havet efter 476 kilometer. Avrinningsområdet består mestadels av sankmarker (17 procent) och kalfjäll (64 procent). Avrinningsområdet har 1,39 kvadratkilometer vattenytor vilket ger det en sjöprocent på 19,3 procent.